# Campionato mondiale femminile di pallamano 2009
Il campionato mondiale femminile di pallamano 2009 è stato la diciannovesima edizione del massimo torneo di pallamano per squadre nazionali femminili, organizzato dalla International Handball Federation (IHF). Il torneo si è disputato dal 5 al 20 dicembre 2009 in Cina in sei impianti e le finali si sono disputate a Nanchino. Vi hanno preso parte ventiquattro rappresentative nazionali. Il torneo è stato vinto per la quarta volta, la terza consecutiva, dalla Russia, che in finale ha superato la Francia.

## Formato
Le ventiquattro nazionali partecipanti sono state suddivise in quattro gironi da sei squadre ciascuno. Le prime tre classificate accedono al turno principale, nel quale le prime tre dei gironi A e B sono inserite nel girone I, mentre le prime tre dei gironi C e D sono inserite nel girone II. Nella seconda fase ogni squadra porta il risultato ottenuto contro le altre squadre contro cui ha giocato nel turno preliminare e affronta le altre tre. Le prime due classificate dei due gironi accedono alle semifinali, mentre le rimanenti accedono ai play-off per i piazzamenti. Le squadre classificate dal quarto al sesto posto nel turno preliminare accedono alla Coppa del Presidente, nella quale le ultime tre dei gironi A e B sono inserite nel girone PC I, mentre le ultime tre dei gironi C e D sono inserite nel girone PC II. In base alle classifiche le squadre si giocano i piazzamenti dal tredicesimo al ventiquattresimo posto.

## Impianti
Il torneo viene disputato in sei sedi nella provincia cinese dello Jiangsu.
| Palestra del centro sportivo olimpico di Nanchino Capacità: 13 000 |
| Suzhou                                                             |
| Centro sportivo di Suzhou Capacità: 6 000                          |
| Wuxi                                                               |
| Centro sportivo di Wuxi Capacità: 7 155                            |
| Changzhou                                                          |
| Centro sportivo olimpico di Changzhou Capacità: 6 000              |
| Yangzhou                                                           |
| Centro sportivo di Yangzhou Capacità: 5 500                        |
| Zhangjiagang                                                       |
| Centro sportivo di Zhangjiagang Capacità: 3 750                    |

## Nazionali partecipanti
| Modalità                         | Posti | Qualificate                                                        |
| -------------------------------- | ----- | ------------------------------------------------------------------ |
| Nazionale del Paese ospitante    | 1     | Cina                                                               |
| Campionato mondiale 2007         | 1     | Russia                                                             |
| Campionato europeo 2008          | 2     | Norvegia Spagna                                                    |
| Torneo di qualificazione europeo | 8     | Germania Romania Francia Austria Ungheria Svezia Ucraina Danimarca |
| Campionato asiatico 2008         | 4     | Corea del Sud Giappone Thailandia Kazakistan                       |
| Campionato africano 2008         | 4     | Angola Costa d'Avorio Rep. del Congo Tunisia                       |
| Campionato panamericano 2009     | 3     | Argentina Brasile Cile                                             |
| Campionato oceaniano 2009        | 1     | Australia                                                          |

## Turno preliminare

### Girone A

#### Classifica
| Pos. | Squadra        | Pt | G | V | N | P | GF  | GS  | DR  |
| ---- | -------------- | -- | - | - | - | - | --- | --- | --- |
| 1.   | Danimarca      | 8  | 5 | 4 | 0 | 1 | 139 | 114 | +25 |
| 2.   | Francia        | 6  | 5 | 3 | 0 | 2 | 117 | 104 | +13 |
| 3.   | Germania       | 6  | 5 | 3 | 0 | 2 | 142 | 136 | +6  |
| 4.   | Svezia         | 6  | 5 | 3 | 0 | 2 | 129 | 121 | +8  |
| 5.   | Brasile        | 4  | 5 | 2 | 0 | 3 | 132 | 134 | -2  |
| 6.   | Rep. del Congo | 0  | 5 | 0 | 0 | 5 | 116 | 166 | -50 |

#### Risultati
| Wuxi 5 dicembre 2009, ore 17:00 | Francia | 20 – 22 (9-13) referto | Brasile | Centro sportivo di Wuxi |

| Wuxi 5 dicembre 2009, ore 19:00 | Svezia | 28 – 19 (9-9) referto | Rep. del Congo | Centro sportivo di Wuxi |

| Wuxi 5 dicembre 2009, ore 21:00 | Germania | 26 – 27 (10-15) referto | Danimarca | Centro sportivo di Wuxi |

| Wuxi 6 dicembre 2009, ore 17:00 | Rep. del Congo | 23 – 36 (10-15) referto | Germania | Centro sportivo di Wuxi |

| Wuxi 6 dicembre 2009, ore 19:00 | Brasile | 23 – 26 (8-14) referto | Svezia | Centro sportivo di Wuxi |

| Wuxi 6 dicembre 2009, ore 21:00 | Danimarca | 24 – 16 (11-8) referto | Francia | Centro sportivo di Wuxi |

| Wuxi 7 dicembre 2009, ore 17:00 | Germania | 32 – 30 (19-12) referto | Brasile | Centro sportivo di Wuxi |

| Wuxi 7 dicembre 2009, ore 19:00 | Danimarca | 37 – 24 (20-12) referto | Rep. del Congo | Centro sportivo di Wuxi |

| Wuxi 7 dicembre 2009, ore 21:00 | Francia | 23 – 21 (9-13) referto | Svezia | Centro sportivo di Wuxi |

| Wuxi 9 dicembre 2009, ore 17:00 | Francia | 29 – 22 (14-9) referto | Rep. del Congo | Centro sportivo di Wuxi |

| Wuxi 9 dicembre 2009, ore 19:00 | Brasile | 21 – 28 (9-14) referto | Danimarca | Centro sportivo di Wuxi |

| Wuxi 9 dicembre 2009, ore 21:00 | Svezia | 27 – 33 (12-18) referto | Germania | Centro sportivo di Wuxi |

| Wuxi 10 dicembre 2009, ore 17:00 | Rep. del Congo | 28 – 36 (13-19) referto | Brasile | Centro sportivo di Wuxi |

| Wuxi 10 dicembre 2009, ore 19:00 | Germania | 15 – 29 (10-10) referto | Francia | Centro sportivo di Wuxi |

| Wuxi 10 dicembre 2009, ore 21:00 | Svezia | 27 – 23 (14-10) referto | Danimarca | Centro sportivo di Wuxi |

### Girone B

#### Classifica
| Pos. | Squadra    | Pt | G | V | N | P | GF  | GS  | DR   |
| ---- | ---------- | -- | - | - | - | - | --- | --- | ---- |
| 1.   | Russia     | 10 | 5 | 5 | 0 | 0 | 175 | 74  | +101 |
| 2.   | Austria    | 6  | 5 | 3 | 0 | 2 | 178 | 110 | +68  |
| 3.   | Angola     | 6  | 5 | 3 | 0 | 2 | 145 | 96  | +49  |
| 4.   | Ucraina    | 6  | 5 | 3 | 0 | 2 | 151 | 106 | +45  |
| 5.   | Thailandia | 2  | 5 | 1 | 0 | 4 | 73  | 192 | -119 |
| 6.   | Australia  | 0  | 5 | 0 | 0 | 5 | 56  | 200 | -144 |

#### Risultati
| Zhangjiagang 5 dicembre 2009, ore 17:00 | Angola | 39 – 9 (22-6) referto | Australia | Centro sportivo di Zhangjiagang |

| Zhangjiagang 5 dicembre 2009, ore 19:00 | Austria | 52 – 11 (24-7) referto | Thailandia | Centro sportivo di Zhangjiagang |

| Zhangjiagang 5 dicembre 2009, ore 21:00 | Russia | 27 – 18 (11-10) referto | Ucraina | Centro sportivo di Zhangjiagang |

| Zhangjiagang 6 dicembre 2009, ore 17:00 | Australia | 10 – 45 (5-22) referto | Austria | Centro sportivo di Zhangjiagang |

| Zhangjiagang 6 dicembre 2009, ore 19:00 | Ucraina | 20 – 28 (10-14) referto | Angola | Centro sportivo di Zhangjiagang |

| Zhangjiagang 6 dicembre 2009, ore 21:00 | Thailandia | 8 – 45 (6-19) referto | Russia | Centro sportivo di Zhangjiagang |

| Zhangjiagang 7 dicembre 2009, ore 17:00 | Ucraina | 41 – 13 (21-8) referto | Thailandia | Centro sportivo di Zhangjiagang |

| Zhangjiagang 7 dicembre 2009, ore 19:00 | Angola | 21 – 28 (12-16) referto | Austria | Centro sportivo di Zhangjiagang |

| Zhangjiagang 7 dicembre 2009, ore 21:00 | Russia | 48 – 8 (27-3) referto | Australia | Centro sportivo di Zhangjiagang |

| Zhangjiagang 9 dicembre 2009, ore 17:00 | Angola | 36 – 16 (21-5) referto | Thailandia | Centro sportivo di Zhangjiagang |

| Zhangjiagang 9 dicembre 2009, ore 19:00 | Australia | 7 – 40 (4-19) referto | Ucraina | Centro sportivo di Zhangjiagang |

| Zhangjiagang 9 dicembre 2009, ore 21:00 | Austria | 19 – 32 (10-17) referto | Russia | Centro sportivo di Zhangjiagang |

| Zhangjiagang 10 dicembre 2009, ore 17:00 | Thailandia | 25 – 18 (13-10) referto | Australia | Centro sportivo di Zhangjiagang |

| Zhangjiagang 10 dicembre 2009, ore 19:00 | Austria | 31 – 32 (17-15) referto | Ucraina | Centro sportivo di Zhangjiagang |

| Zhangjiagang 10 dicembre 2009, ore 21:00 | Russia | 23 – 21 (11-12) referto | Angola | Centro sportivo di Zhangjiagang |

### Girone C

#### Classifica
| Pos. | Squadra  | Pt | G | V | N | P | GF  | GS  | DR   |
| ---- | -------- | -- | - | - | - | - | --- | --- | ---- |
| 1.   | Norvegia | 10 | 5 | 5 | 0 | 0 | 164 | 102 | +62  |
| 2.   | Romania  | 8  | 5 | 4 | 0 | 1 | 182 | 117 | +65  |
| 3.   | Ungheria | 6  | 5 | 3 | 0 | 2 | 160 | 123 | +37  |
| 4.   | Giappone | 3  | 5 | 1 | 1 | 3 | 144 | 156 | -12  |
| 5.   | Tunisia  | 3  | 5 | 1 | 1 | 3 | 137 | 155 | -18  |
| 6.   | Cile     | 0  | 5 | 0 | 0 | 5 | 81  | 215 | -134 |

#### Risultati
| Suzhou 5 dicembre 2009, ore 17:15 | Romania | 51 – 17 (20-7) referto | Cile | Centro sportivo di Suzhou |

| Suzhou 5 dicembre 2009, ore 19:15 | Norvegia | 34 – 19 (15-9) referto | Giappone | Centro sportivo di Suzhou |

| Suzhou 5 dicembre 2009, ore 21:15 | Ungheria | 33 – 25 (15-11) referto | Tunisia | Centro sportivo di Suzhou |

| Suzhou 6 dicembre 2009, ore 17:15 | Cile | 14 – 48 (6-24) referto | Ungheria | Centro sportivo di Suzhou |

| Suzhou 6 dicembre 2009, ore 19:15 | Tunisia | 25 – 36 (14-18) referto | Norvegia | Centro sportivo di Suzhou |

| Suzhou 6 dicembre 2009, ore 21:15 | Giappone | 28 – 37 (17-17) referto | Romania | Centro sportivo di Suzhou |

| Suzhou 7 dicembre 2009, ore 17:15 | Giappone | 31 – 31 (16-14) referto | Tunisia | Centro sportivo di Suzhou |

| Suzhou 7 dicembre 2009, ore 19:15 | Norvegia | 44 – 15 (21-7) referto | Cile | Centro sportivo di Suzhou |

| Suzhou 7 dicembre 2009, ore 21:15 | Romania | 31 – 25 (16-7) referto | Ungheria | Centro sportivo di Suzhou |

| Suzhou 9 dicembre 2009, ore 17:15 | Cile | 19 – 38 (13-19) referto | Giappone | Centro sportivo di Suzhou |

| Suzhou 9 dicembre 2009, ore 19:15 | Ungheria | 19 – 25 (11-11) referto | Norvegia | Centro sportivo di Suzhou |

| Suzhou 9 dicembre 2009, ore 21:15 | Romania | 29 – 22 (23-10) referto | Tunisia | Centro sportivo di Suzhou |

| Suzhou 10 dicembre 2009, ore 17:15 | Tunisia | 34 – 16 (21-7) referto | Cile | Centro sportivo di Suzhou |

| Suzhou 10 dicembre 2009, ore 19:15 | Norvegia | 25 – 24 (14-12) referto | Romania | Centro sportivo di Suzhou |

| Suzhou 10 dicembre 2009, ore 21:15 | Ungheria | 35 – 28 (15-14) referto | Giappone | Centro sportivo di Suzhou |

### Girone D

#### Classifica
| Pos. | Squadra        | Pt | G | V | N | P | GF  | GS  | DR  |
| ---- | -------------- | -- | - | - | - | - | --- | --- | --- |
| 1.   | Spagna         | 10 | 5 | 5 | 0 | 0 | 148 | 84  | +64 |
| 2.   | Corea del Sud  | 8  | 5 | 4 | 0 | 1 | 170 | 115 | +55 |
| 3.   | Cina           | 6  | 5 | 3 | 0 | 2 | 123 | 109 | +14 |
| 4.   | Costa d'Avorio | 3  | 5 | 1 | 1 | 3 | 114 | 140 | -26 |
| 5.   | Kazakistan     | 2  | 5 | 1 | 0 | 4 | 96  | 148 | -52 |
| 6.   | Argentina      | 1  | 5 | 0 | 1 | 4 | 88  | 142 | -54 |

#### Risultati
| Changzhou 5 dicembre 2009, ore 15:30 | Corea del Sud | 39 – 21 (17-14) referto | Kazakistan | Centro sportivo olimpico di Changzhou |

| Changzhou 5 dicembre 2009, ore 17:30 | Spagna | 29 – 18 (13-9) referto | Costa d'Avorio | Centro sportivo olimpico di Changzhou |

| Changzhou 5 dicembre 2009, ore 19:30 | Cina | 26 – 15 (12-6) referto | Argentina | Centro sportivo olimpico di Changzhou |

| Changzhou 6 dicembre 2009, ore 15:30 | Costa d'Avorio | 26 – 35 (13-15) referto | Corea del Sud | Centro sportivo olimpico di Changzhou |

| Changzhou 6 dicembre 2009, ore 17:30 | Argentina | 15 – 33 (9-14) referto | Spagna | Centro sportivo olimpico di Changzhou |

| Changzhou 6 dicembre 2009, ore 19:30 | Kazakistan | 13 – 25 (7-9) referto | Cina | Centro sportivo olimpico di Changzhou |

| Changzhou 7 dicembre 2009, ore 15:30 | Costa d'Avorio | 19 – 19 (11-10) referto | Argentina | Centro sportivo olimpico di Changzhou |

| Changzhou 7 dicembre 2009, ore 17:30 | Corea del Sud | 33 – 25 (17-13) referto | Cina | Centro sportivo olimpico di Changzhou |

| Changzhou 7 dicembre 2009, ore 19:30 | Spagna | 30 – 12 (12-5) referto | Kazakistan | Centro sportivo olimpico di Changzhou |

| Changzhou 9 dicembre 2009, ore 15:30 | Kazakistan | 22 – 30 (13-13) referto | Costa d'Avorio | Centro sportivo olimpico di Changzhou |

| Changzhou 9 dicembre 2009, ore 17:30 | Cina | 12 – 27 (9-11) referto | Spagna | Centro sportivo olimpico di Changzhou |

| Changzhou 9 dicembre 2009, ore 19:30 | Corea del Sud | 36 – 15 (19-10) referto | Argentina | Centro sportivo olimpico di Changzhou |

| Changzhou 10 dicembre 2009, ore 15:30 | Argentina | 24 – 28 (11-12) referto | Kazakistan | Centro sportivo olimpico di Changzhou |

| Changzhou 10 dicembre 2009, ore 17:30 | Cina | 35 – 21 (18-11) referto | Costa d'Avorio | Centro sportivo olimpico di Changzhou |

| Changzhou 10 dicembre 2009, ore 19:30 | Spagna | 28 – 27 (15-15) referto | Corea del Sud | Centro sportivo olimpico di Changzhou |

## Coppa del Presidente

### Girone PC I

#### Classifica
| Pos. | Squadra        | Pt | G | V | N | P | GF  | GS  | DR   |
| ---- | -------------- | -- | - | - | - | - | --- | --- | ---- |
| 1.   | Svezia         | 10 | 5 | 5 | 0 | 0 | 203 | 112 | +91  |
| 2.   | Brasile        | 8  | 5 | 4 | 0 | 1 | 184 | 115 | +69  |
| 3.   | Ucraina        | 6  | 5 | 3 | 0 | 2 | 180 | 120 | +60  |
| 4.   | Rep. del Congo | 4  | 5 | 2 | 0 | 3 | 142 | 148 | -6   |
| 5.   | Thailandia     | 2  | 5 | 1 | 0 | 4 | 99  | 184 | -85  |
| 6.   | Australia      | 0  | 5 | 0 | 0 | 5 | 80  | 209 | -129 |

#### Risultati
| Wuxi 12 dicembre 2009, ore 15:00 | Rep. del Congo | 30 – 38 (16-20) referto | Ucraina | Centro sportivo di Wuxi |

| Wuxi 12 dicembre 2009, ore 17:00 | Svezia | 49 – 18 (19-8) referto | Thailandia | Centro sportivo di Wuxi |

| Wuxi 12 dicembre 2009, ore 19:00 | Brasile | 45 – 12 (20-7) referto | Australia | Centro sportivo di Wuxi |

| Wuxi 13 dicembre 2009, ore 15:00 | Thailandia | 24 – 32 (11-12) referto | Rep. del Congo | Centro sportivo di Wuxi |

| Wuxi 13 dicembre 2009, ore 17:00 | Ucraina | 30 – 36 (20-20) referto | Brasile | Centro sportivo di Wuxi |

| Wuxi 13 dicembre 2009, ore 19:00 | Australia | 21 – 66 (8-26) referto | Svezia | Centro sportivo di Wuxi |

| Wuxi 14 dicembre 2009, ore 15:00 | Rep. del Congo | 33 – 22 (14-9) referto | Australia | Centro sportivo di Wuxi |

| Wuxi 14 dicembre 2009, ore 17:00 | Brasile | 44 – 19 (27-9) referto | Thailandia | Centro sportivo di Wuxi |

| Wuxi 14 dicembre 2009, ore 19:00 | Svezia | 34 – 31 (16-17) referto | Ucraina | Centro sportivo di Wuxi |

### Girone PC II

#### Classifica
| Pos. | Squadra        | Pt | G | V | N | P | GF  | GS  | DR  |
| ---- | -------------- | -- | - | - | - | - | --- | --- | --- |
| 1.   | Tunisia        | 9  | 5 | 4 | 1 | 0 | 169 | 116 | +53 |
| 2.   | Giappone       | 7  | 5 | 3 | 1 | 1 | 158 | 123 | +35 |
| 3.   | Costa d'Avorio | 5  | 5 | 2 | 1 | 3 | 135 | 131 | +4  |
| 4.   | Argentina      | 5  | 5 | 2 | 1 | 3 | 112 | 119 | -7  |
| 5.   | Kazakistan     | 4  | 5 | 2 | 0 | 3 | 119 | 146 | -25 |
| 6.   | Cile           | 0  | 5 | 0 | 0 | 5 | 96  | 154 | -58 |

#### Risultati
| Zhangjiagang 12 dicembre 2009, ore 15:00 | Giappone | 33 – 17 (15-11) referto | Kazakistan | Centro sportivo di Zhangjiagang |

| Zhangjiagang 12 dicembre 2009, ore 17:00 | Cile | 19 – 28 (12-15) referto | Costa d'Avorio | Centro sportivo di Zhangjiagang |

| Zhangjiagang 12 dicembre 2009, ore 19:00 | Tunisia | 32 – 22 (13-12) referto | Argentina | Centro sportivo di Zhangjiagang |

| Zhangjiagang 13 dicembre 2009, ore 15:00 | Costa d'Avorio | 27 – 39 (16-14) referto | Tunisia | Centro sportivo di Zhangjiagang |

| Zhangjiagang 13 dicembre 2009, ore 17:00 | Kazakistan | 32 – 26 (18-18) referto | Cile | Centro sportivo di Zhangjiagang |

| Zhangjiagang 13 dicembre 2009, ore 19:00 | Argentina | 25 – 24 (15-12) referto | Giappone | Centro sportivo di Zhangjiagang |

| Zhangjiagang 14 dicembre 2009, ore 15:00 | Giappone | 32 – 31 (16-11) referto | Costa d'Avorio | Centro sportivo di Zhangjiagang |

| Zhangjiagang 14 dicembre 2009, ore 17:00 | Tunisia | 33 – 20 (15-10) referto | Kazakistan | Centro sportivo di Zhangjiagang |

| Zhangjiagang 14 dicembre 2009, ore 19:00 | Cile | 16 – 22 (7-10) referto | Argentina | Centro sportivo di Zhangjiagang |

### Finali per i piazzamenti 13º-24º posto

#### Finale 23º posto
| Wuxi 15 dicembre 2009, ore 14:00 | Australia | 21 – 32 (6-14) referto | Cile | Centro sportivo di Wuxi |

#### Finale 21º posto
| Wuxi 15 dicembre 2009, ore 16:30 | Thailandia | 27 – 23 (13-13) referto | Kazakistan | Centro sportivo di Wuxi |

#### Finale 19º posto
| Wuxi 15 dicembre 2009, ore 19:00 | Rep. del Congo | 26 – 35 (9-18) referto | Argentina | Centro sportivo di Wuxi |

#### Finale 17º posto
| Zhangjiagang 15 dicembre 2009, ore 14:00 | Ucraina | 34 – 29 (13-11) referto | Costa d'Avorio | Centro sportivo di Zhangjiagang |

#### Finale 15º posto
| Zhangjiagang 15 dicembre 2009, ore 16:30 | Brasile | 31 – 29 (19-17) referto | Giappone | Centro sportivo di Zhangjiagang |

#### Finale 13º posto
| Zhangjiagang 15 dicembre 2009, ore 19:00 | Svezia | 33 – 31 (d.t.s.) (12-10; 27-27) referto | Tunisia | Centro sportivo di Zhangjiagang |

## Turno principale

### Girone I

#### Classifica
| Pos. | Squadra   | Pt | G | V | N | P | GF  | GS  | DR  |
| ---- | --------- | -- | - | - | - | - | --- | --- | --- |
| 1.   | Francia   | 8  | 5 | 4 | 0 | 1 | 137 | 105 | +32 |
| 2.   | Russia    | 8  | 5 | 4 | 0 | 1 | 142 | 111 | +31 |
| 3.   | Danimarca | 6  | 5 | 3 | 0 | 2 | 129 | 127 | +2  |
| 4.   | Germania  | 4  | 5 | 2 | 0 | 3 | 117 | 137 | -20 |
| 5.   | Austria   | 2  | 5 | 1 | 0 | 4 | 120 | 147 | -27 |
| 6.   | Angola    | 2  | 5 | 1 | 0 | 4 | 114 | 132 | -18 |

#### Risultati
| Yangzhou 12 dicembre 2009, ore 17:00 | Germania | 22 – 34 (13-16) referto | Russia | Centro sportivo di Yangzhou |

| Yangzhou 12 dicembre 2009, ore 19:00 | Francia | 33 – 28 (15-9) referto | Angola | Centro sportivo di Yangzhou |

| Yangzhou 12 dicembre 2009, ore 21:00 | Danimarca | 30 – 27 (15-16) referto | Austria | Centro sportivo di Yangzhou |

| Yangzhou 13 dicembre 2009, ore 17:00 | Austria | 26 – 29 (14-12) referto | Germania | Centro sportivo di Yangzhou |

| Yangzhou 13 dicembre 2009, ore 19:00 | Russia | 23 – 24 (14-12) referto | Francia | Centro sportivo di Yangzhou |

| Yangzhou 13 dicembre 2009, ore 21:00 | Angola | 28 – 23 (14-14) referto | Danimarca | Centro sportivo di Yangzhou |

| Yangzhou 15 dicembre 2009, ore 17:00 | Germania | 25 – 21 (12-13) referto | Angola | Centro sportivo di Yangzhou |

| Yangzhou 15 dicembre 2009, ore 19:00 | Francia | 35 – 20 (19-12) referto | Austria | Centro sportivo di Yangzhou |

| Yangzhou 15 dicembre 2009, ore 21:00 | Danimarca | 25 – 30 (12-13) referto | Russia | Centro sportivo di Yangzhou |

### Girone I

#### Classifica
| Pos. | Squadra       | Pt | G | V | N | P | GF  | GS  | DR  |
| ---- | ------------- | -- | - | - | - | - | --- | --- | --- |
| 1.   | Norvegia      | 8  | 5 | 4 | 0 | 1 | 138 | 114 | +24 |
| 2.   | Spagna        | 7  | 5 | 3 | 1 | 1 | 126 | 112 | +14 |
| 3.   | Corea del Sud | 6  | 5 | 2 | 2 | 1 | 150 | 142 | +8  |
| 4.   | Romania       | 5  | 5 | 2 | 1 | 2 | 154 | 129 | +25 |
| 5.   | Ungheria      | 4  | 5 | 1 | 2 | 2 | 118 | 126 | -8  |
| 6.   | Cina          | 0  | 5 | 0 | 0 | 5 | 96  | 159 | -63 |

#### Risultati
| Suzhou 12 dicembre 2009, ore 17:15 | Romania | 40 – 19 (21-12) referto | Cina | Centro sportivo di Suzhou |

| Suzhou 12 dicembre 2009, ore 19:15 | Norvegia | 27 – 28 (14-13) referto | Corea del Sud | Centro sportivo di Suzhou |

| Suzhou 12 dicembre 2009, ore 21:15 | Ungheria | 21 – 21 (8-10) referto | Spagna | Centro sportivo di Suzhou |

| Suzhou 13 dicembre 2009, ore 17:15 | Corea del Sud | 28 – 28 (11-17) referto | Ungheria | Centro sportivo di Suzhou |

| Suzhou 13 dicembre 2009, ore 19:15 | Cina | 19 – 34 (10-18) referto | Norvegia | Centro sportivo di Suzhou |

| Suzhou 13 dicembre 2009, ore 21:15 | Spagna | 26 – 25 (14-12) referto | Romania | Centro sportivo di Suzhou |

| Suzhou 15 dicembre 2009, ore 17:15 | Ungheria | 25 – 21 (14-10) referto | Cina | Centro sportivo di Suzhou |

| Suzhou 15 dicembre 2009, ore 19:15 | Norvegia | 27 – 24 (8-14) referto | Spagna | Centro sportivo di Suzhou |

| Suzhou 15 dicembre 2009, ore 21:15 | Romania | 34 – 34 (13-19) referto | Corea del Sud | Centro sportivo di Suzhou |

## Fase finale

### Tabellone
|  | Semifinali | Semifinali | Semifinali |        |         | Finale          | Finale          | Finale          |  |
|  |            |            |            |        |         |                 |                 |                 |  |
|  | Francia    | Francia    | 27         |        |         |                 |                 |                 |  |
|  | Francia    | Francia    | 27         |        |         |                 |                 |                 |  |
|  | Spagna     | Spagna     | 23         |        |         |                 |                 |                 |  |
|  | Spagna     | Spagna     | 23         |        | Francia | Francia         | 22              |                 |  |
|  |            |            |            |        | Francia | Francia         | 22              |                 |  |
|  |            |            | Russia     | Russia | 25      |                 |                 |                 |  |
|  | Norvegia   | Norvegia   | Russia     | Russia | 25      | 20              |                 |                 |  |
|  | Norvegia   | Norvegia   |            |        |         | 20              |                 |                 |  |
|  | Russia     | Russia     | 28         |        |         | Finale 3º posto | Finale 3º posto | Finale 3º posto |  |
|  | Russia     | Russia     | 28         |        |         |                 |                 |                 |  |
|  |            |            |            |        |         |                 |                 |                 |  |
|  |            |            |            |        |         | Spagna          | Spagna          | 26              |  |
|  |            |            |            |        |         | Spagna          | Spagna          | 26              |  |
|  |            |            |            |        |         | Norvegia        | Norvegia        | 31              |  |

### Semifinali
| Nanchino 18 dicembre 2009, ore 18:30 | Francia | 27 – 23 (12-10) referto | Spagna | Palestra del centro sportivo olimpico di Nanchino |

| Nanchino 13 dicembre 2009, ore 21:25 | Norvegia | 20 – 28 (12-17) referto | Russia | Palestra del centro sportivo olimpico di Nanchino |

### Finale 11º posto
| Suzhou 17 dicembre 2009, ore 16:00 | Angola | 26 – 25 (14-14) referto | Cina | Centro sportivo di Suzhou |

### Finale 9º posto
| Suzhou 17 dicembre 2009, ore 13:30 | Austria | 25 – 41 (15-17) referto | Ungheria | Centro sportivo di Suzhou |

### Finale 7º posto
| Suzhou 17 dicembre 2009, ore 18:30 | Germania | 35 – 25 (20-13) referto | Romania | Centro sportivo di Suzhou |

### Finale 5º posto
| Suzhou 17 dicembre 2009, ore 21:00 | Danimarca | 33 – 31 (20-15) referto | Corea del Sud | Centro sportivo di Suzhou |

### Finale 3º posto
| Nanchino 20 dicembre 2009, ore 16:30 | Spagna | 26 – 31 (9-15) referto | Norvegia | Palestra del centro sportivo olimpico di Nanchino |

### Finale
| Nanchino 20 dicembre 2009, ore 19:00 | Francia | 22 – 25 (11-14) referto | Russia | Palestra del centro sportivo olimpico di Nanchino |

## Classifica finale
| Pos.    | Nazione        |
| ------- | -------------- |
| Oro     | Russia         |
| Argento | Francia        |
| Bronzo  | Norvegia       |
| 4       | Spagna         |
| 5       | Danimarca      |
| 6       | Corea del Sud  |
| 7       | Germania       |
| 8       | Romania        |
| 9       | Ungheria       |
| 10      | Austria        |
| 11      | Angola         |
| 12      | Cina           |
| 13      | Svezia         |
| 14      | Tunisia        |
| 15      | Brasile        |
| 16      | Giappone       |
| 17      | Ucraina        |
| 18      | Costa d'Avorio |
| 19      | Argentina      |
| 20      | Rep. del Congo |
| 21      | Thailandia     |
| 22      | Kazakistan     |
| 23      | Cile           |
| 24      | Australia      |

## Statistiche

### Classifica marcatrici
Fonte:.
| Pos. | Nome                    | Nazionale      | Reti | Tiri |
| ---- | ----------------------- | -------------- | ---- | ---- |
| 1    | Katrin Engel            | Austria        | 67   | 112  |
| 2    | Paula Gondo-Bredou      | Costa d'Avorio | 65   | 95   |
| 3    | Shio Fujii              | Giappone       | 61   | 109  |
| 4    | Mouna Chebbah           | Tunisia        | 58   | 113  |
| 5    | Linn-Kristin Riegelhuth | Norvegia       | 54   | 85   |
| 6    | Kim O-na                | Corea del Sud  | 53   | 89   |
| 6    | Olha Nikolayenko        | Ucraina        | 53   | 98   |
| 8    | Elzira Tavares          | Angola         | 52   | 82   |
| 8    | N'Cho Elodie Mambo      | Costa d'Avorio | 52   | 98   |
| 10   | Chantal Okoye Mbon      | Rep. del Congo | 48   | 70   |
| 10   | Marta Mangué            | Spagna         | 48   | 86   |
| 10   | Akie Uegaki             | Giappone       | 48   | 107  |

## Premi individuali
Migliori giocatrici del torneo.
| Ruolo              | Giocatrice              |
| ------------------ | ----------------------- |
| Miglior giocatrice | Ljudmila Postnova       |
| Portiere           | Inna Suslina            |
| Ala sinistra       | Camilla Herrem          |
| Terzino sinistro   | Mariama Signate         |
| Centrale           | Allison Pineau          |
| Terzino destro     | Marta Mangué            |
| Ala destra         | Linn-Kristin Riegelhuth |
| Pivot              | Begoña Fernández        |